# Список керівників держав 500 року
Список керівників держав 500 року — це перелік правителів країн світу 500 року
Список керівників держав 499 року — 500 рік — Список керівників держав 501 року — Список керівників держав за роками

## Європа
- Арморика — король Будік I (464–501)
- Британські острови:
  - Брінейх — король Дівнуал Лисий (460–510)
  - Бріхейніог — король Райн Червоноликий (490–510)
  - Галвідел — король Тутагуал ап Кінуіт (485–505)
  - Королівство Гвент — король Теудріг Святий (бл. 490 — бл. 510)
  - Гвінед — король Эйніон ап Кунеда (бл. 460 — бл. 500), його змінив син король Кадваллон ап Ейніон (бл. 500 — бл. 520)
  - Глівісінг — король Гвінліу Бородатий (480–523)
  - Дал Ріада— король Фергюс I (495–501)
  - Дівед — король Гуртевір ап Айргол (495–540)
  - Думнонія — король Герайнт ап Ербін (480–508)
  - Ебрук — король король Артуіс ап Мор (495–500), його змінив син король Еліффер ап Ейніон (500–560)
  - Елмет — король Ллаенног ап Масгвід (495–540)
  - Ессекс — король Секса (493–508)
  - Кент — король Еск (488–512)
  - Мерсія — король Ікел (488–501)
  - Королівство Пенніни — король Артуіс ап Мор (470–500), його змінив син король Пабо Опора Британії (бл. 500 — бл. 514)
  - плем'я піктів — король Нехтон I (484–508)
  - Королівство Повіс — король король Касанаут Вледіг (480–519)
  - Регед — король Мейрхіон Гул (бл. 490 — бл. 535)
  - Королівство Сассекс — король Елла (477–514)
  - Стратклайд(Альт Клуіт) — король Клінох ап Думнагуал (ок. 490 — ?)
- плем'я булгарів — хан Сінній (500–530)
- Королівство бургундів — правили три брати:
  - король Гундобад (резиденцією було місто Ліон) (473–516)
  - король Годегізель (резиденцією було місто Женева) (473–501)
- Вестготське королівство — король Аларіх II (484–507)
- Візантійська імперія — імператор Анастасій I (491–518)
  - Патріарх Константинопольський — Македоній II (496–511)
- Королівство гепідів — король Трапстіла (490–504)
- Імперія гунів — каган Ернак (469–503)
- Ірландія — верховний король Лугайд мак Лоегайре (482–507)
  - Айлех — король Муйрхертах мак Ерке (489–534)
  - Коннахт — король Дауї Тенга Ума (482–502)
  - Ленстер — король Іланн мак Дунлайнге (495–527)
  - Манстер — король Еохайд мак Енгус (492–523)
  - Улад — король Еохед мак Моредах (489–509)
- Королівство лангобардів — король Клаффо (490–500), його змінив син король Тато (500-510)
- плем'я остготів — король Теодорих Великий (474–526)
- Ріпуарскі франки — король Сігіберт Кульгавий (483–507)
- Салічні франки — король Хлодвіг (481–511)
- Королівство свевів — король Веремунд (бл. 485 — бл. 500), його змінив король Теодемунд (бл. 500 — бл. 550)
- Святий Престол:
  - папа римський Симах (498–514)
  - антипапа Лаврентій (498–506)
- Королівство Тюрингія — король Бізін (455–507)
- Швеція — король Егіл (бл. 490 — бл. 515)

## Азія
- Аль-Хіра (Династія Лахмідів) — цар Аль-Ну'ман II ібн аль-Асвад (497–503)
- Гаоцзюй — небесний імператор Мівоту (496–516)
- Диньяваді (династія Сур'я) — раджа Сур'я Мокка (492–513)
- Джабія (династія Гассанідів) — цар аль-Харіт IV ібн Хійр (486–512)
- держава ефталітів — хан Торамана (490–515)
- Жужанський каганат — каган Юйцзюлюй Нагай (492–506)
- Іберійське царство — цар Вахтанг I Горгасал (447–502)
- Індія:
  - Царство Вакатаків — махараджа махараджа Харішена (475–500), його року країну підкорила держава Кадамба
  - Вішнукундина — цар Мадхав Варма (461–508)
  - Імперія Гуптів — магараджа Будхагупта (475–500), його змінив магараджа Вайньягупта (500–515)
  - Західні Ганги — магараджа Авініта (469–529)
  - Держава Кадамба — цар Равіварма (485–519)
  - Камарупа — цар Нараянаварман (494–518)
  - Маітрака — магараджа Дронасінха (бл. 500 — бл. 520)
  - Династія Паллавів  — махараджа Нандіварман I (488–500), його змінив махараджа Кумаравишну II (500–520)
  - Раджарата — раджа Моггаллана I (497–515)
  - Чалук'я — араджа Джаясімха Валлабха (500–525)
- Кавказька Албанія — цар Вачаган III Благочестивий (487–510)
- Китай (Південні та Північні династії):
  - Династія Південна Ці — імператор Сяо Баоцзюань (498–501)
  - Династія Північна Вей — імператор Юань Ке (Сюань У-ді) (499–515)
  - Тогон — Муюн Фулянчоу (490–540)
- Царство Кінда — цар Аль-Харіт Талабан ібн Амр (489–528)
- Корея:
  - Кая (племінний союз) — кимгван Кьомджі (492–521)
  - Когурьо — тхеван (король) Мунджамьон (491–519)
  - Пекче — король Тонсон (479–501)
  - Сілла — марипкан Соджі (479–500), його змінив ван Чіджин (500–514)
- Лазіка — цар Дамназ (468–522)
- Паган — король Тарамон Фіа (494–516)
- Персія:
  - Держава Сасанідів — шахіншах Кавад I (488–496, 499–531)
- Тарума (острів Ява) — цар Індраварман (455–515)
- Фунань — король Джаяварман (478–514)
- Хим'яр — цар Мартад'ілум Януф (495–505)
- Чампа — князь Фан Данггенхун (478–514)
- Японія — імператор Бурецу (498–506)
- Ярлунг — Тріда Пунгцен (490–510)

## Африка
- Аксумське царство — негус Тезена (480–510)
- Королівство вандалів і аланів — король Тразамунд (496–523)

## Північна Америка
- Цивілізація Майя:
  - місто Калакмул — цар Йюкнум Ч'ін I
  - місто Паленке — священний владика Буц'ах Сак Чі'к (487–501)
  - місто Тікаль — цар Чак-Ток-Ічак III (485–508)